# Quentalia sheila
Quentalia sheila är en fjärilsart som beskrevs av William Schaus 1929. Quentalia sheila ingår i släktet Quentalia och familjen silkesspinnare. Inga underarter finns listade.